# 親衛隊髑髏部隊

髑髏部隊のペナント

親衛隊髑髏部隊（しんえいたいどくろぶたい、独: SS-Totenkopfverbände、略称: SS-TV）は、親衛隊の部隊の一つであり、強制収容所や絶滅収容所の管理などを担当した。 トーテンコップ（髑髏章）は親衛隊共通の徽章だが、SS-TVは他の親衛隊組織との区別のため、右に襟章もつけていた。
1933年に創設されたSS-TVは、当初はSS内の独立した部隊で、独自の指揮系統を有していた。この部隊はドイツ全土の収容所を運営し、後に占領下のヨーロッパでも運営された。ドイツ国内の収容所にはダッハウ、ベルゲン・ベルゼン、ブッヘンヴァルト、ヨーロッパ各地の収容所にはドイツ占領下のポーランドのアウシュビッツ＝ビルケナウ、オーストリアのマウトハウゼン、その他多数の強制収容所、極秘に処理された死の収容所などがあった。絶滅収容所は大量殺戮を目的としており、ラインハルト作戦のために作られたトレブリンカ、ベウジェツ、ソビボル、そしてオリジナルのヘウムノ強制収容所、アウシュビッツと同様に大量殺戮施設を備えたマイダネクなどがある。彼らは、ハインリヒ・ヒムラーに従属する国家保安本部と親衛隊経済管理本部（WVHA）の指揮系統の中でSSによって行われた「最終的解決（ホロコースト）」を促進する役割を担っていた。
第二次世界大戦が勃発すると、SS-TVの人員から第3SS装甲師団「トーテンコップ」が編成された。この師団はすぐにその残虐性で評判になり、フランス陥落時の1940年に行われたル・パラディの大虐殺などの戦争犯罪に関与した。東部戦線では、バルバロッサ作戦でポーランドとソ連の民間人を大量に虐殺したのは、アインザッツグルッペンとその下部組織であるアインザッツコマンドの仕業であったが、これらの部隊にはSS-TVの元隊員も多く所属し、ハインリヒ・ヒムラーとラインハルト・ハイドリヒによって組織された 。

## 歴史

### 前身のSS警備部隊

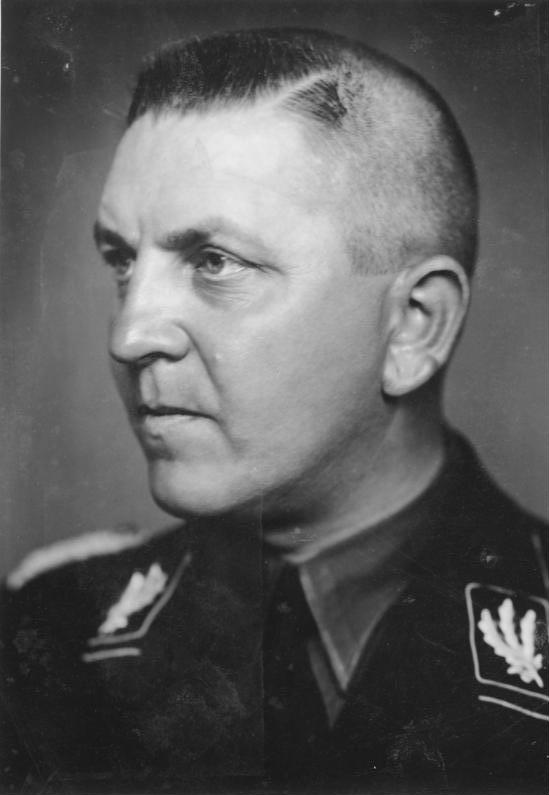
テオドール・アイケ

1933年3月22日、当時ミュンヘン警察長官だった親衛隊全国指導者ハインリヒ・ヒムラーは、ミュンヘン郊外のダッハウにダッハウ強制収容所を開設させた。同年6月末に、テオドール・アイケ親衛隊上級大佐（当時）がダッハウ強制収容所の所長に就任した。アイケはダッハウ強制収容所のSS警備部隊(SS-Wachverbände)を再編・強化し、制服の右襟の襟章にトーテンコップ(髑髏)を入れさせた。そのためいつしかSS警備部隊は「髑髏部隊」と俗称されるようになった。
1934年6月30日から7月2日にかけて行われた長いナイフの夜事件においては、アイケのSS警備部隊はエルンスト・レーム以下突撃隊(SA)幹部の銃殺隊に人員を送った。
この事件によって突撃隊は力を落とし、突撃隊が管理していた強制収容所も続々と親衛隊の所管に移されていった。1934年7月4日に親衛隊全国指導者ハインリヒ・ヒムラーは、テオドール・アイケをすべての強制収容所の監督を行う「強制収容所監督官」（Inspekteur der Konzentrationslager）に任じている。
アイケはダッハウのSS警備部隊を「オーバーバイエルン」（ダッハウ強制収容所）、「オストフリースラント」（エスターヴェーゲン強制収容所）、「エルベ」（リヒテンブルク強制収容所）、「ザクセン」（ザクセンハウゼン強制収容所）、「ブランデンブルク」（オラニエンブルク強制収容所とコロンビアハウス強制収容所）、「ハンザ」（フールスビュッテル強制収容所）の6小隊に分けて各強制収容所に派遣し、警備にあたらせた。1935年12月の時点で、その人員数は2500名ほどだった。

### SS髑髏部隊

#### 編成
1936年3月29日、SS警備部隊は正式にSS髑髏部隊（SS-Totenkopfverbände,略称SS-TV）の名称を与えられた。
この時のSS髑髏部隊の隊員数は3500人ほどだった。フールスビュッテル強制収容所が廃されたため、5大隊編成となった。また大隊番号を付けられることとなった。それぞれ第1SS髑髏大隊「オーバーバイエルン」（ダッハウ強制収容所）、第2SS髑髏大隊「オストフリースラント」（エスターヴェーゲン強制収容所）、第3SS髑髏大隊「エルベ」（リヒテンブルク強制収容所）、第4SS髑髏大隊「ザクセン」（ザクセンハウゼン強制収容所）、第5SS髑髏大隊「ブランデンブルク」（オラニエンブルク強制収容所とコロンビアハウス強制収容所）である。
さらに強制収容所の統廃合に伴い、1937年7月1日に髑髏部隊は再編されて3つの連隊で編成されるようになった。第1SS髑髏連隊「オーバーバイエルン」（ダッハウ強制収容所）、第2SS髑髏連隊「ブランデンブルク」（ザクセンハウゼン強制収容所）、第3SS髑髏連隊「テューリンゲン」（ブーヘンヴァルト強制収容所）である。オーストリア併合後の1938年4月にマウトハウゼン強制収容所に駐屯するべく4番目の連隊「オストマルク」が創設された。1937年には総計1万人の囚人に対して、4800人の髑髏部隊員がいた。隊員の大多数は16歳から20歳の若者だった。
親衛隊髑髏部隊は親衛隊本部(SS-HA)に属しており、実質的にはヒムラーの直接指揮下に置かれていた。
なお髑髏部隊は1938年8月17日のアドルフ・ヒトラーの総統命令によって武装編成を許可され、髑髏部隊勤務は兵役相当となった。これにより髑髏隊員は給与支給帳（Soldbuch）と軍歴手帳（Wehrpaß）を所持して親衛隊特務部隊（軍人）扱いを受けることとなった。

#### 強制収容所監督

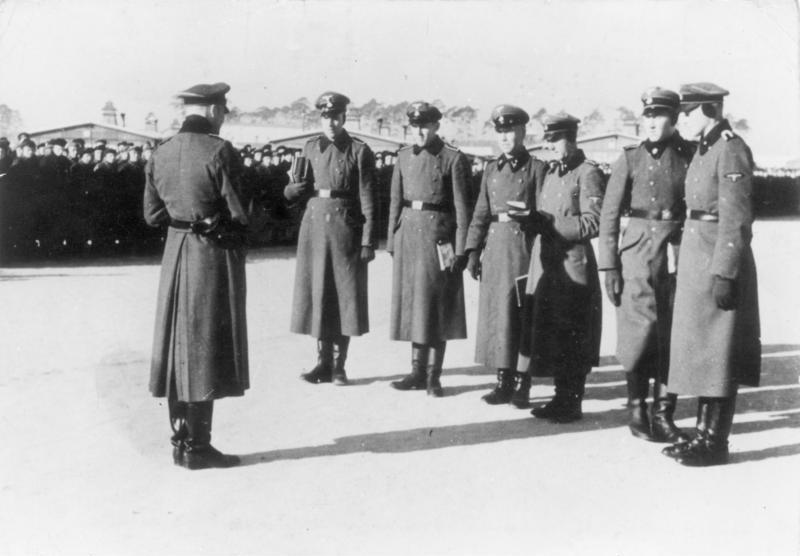
1936年、ザクセンハウゼン強制収容所。
ブロック指導者（Blockführer）達から各ブロックの点呼の報告を受ける連絡指導者（Rapportführer）。戦前期のブロック指導者は髑髏部隊の隊員たちである。

各髑髏連隊はその管轄の強制収容所に監視隊（Wachmannshaften）を設置した。監視隊は収容所の警備のみの担当であり、収容所職員とは区別されていた。髑髏連隊司令官と強制収容所所長も別人である。収容所所長には親衛隊髑髏部隊員から成る監視隊への指揮権はなかった。ただ戦前期には収容所囚人の管理を直接に行う収容所の役職であるブロック指導者（Blockführer）と作業班指導者（Kommandoführer）に親衛隊髑髏部隊の隊員をもって充てることになっていたので、髑髏部隊は囚人の直接的管理にも当たっていた。

#### 非常時・戦時の動員
髑髏部隊員は平時は強制収容所の管理に当たったが、内乱や戦争などの有時には、国内秩序維持のために動員されることになっていた。そして、その場合に空白となる強制収容所での任務は、45歳以上の一般親衛隊の予備部隊などを以って充てるとされていた。
1938年10月のズデーテン併合の際にも第1髑髏連隊「オーバーバイエルン」に属する二個大隊が進駐に参加している。また1939年にはダンツィヒ自由都市の市議会の要請に応じて第4SS髑髏連隊「オストマルク」の第3大隊がダンツィヒに配置され、「ダンツィヒ郷土防衛軍（Heimwehr Danzig）」を編成した。この大隊は隊長の名前を取って「ゲーツェ大隊」とも呼ばれる。
1939年9月1日にドイツ軍のポーランド侵攻があり、第二次世界大戦が開戦した。髑髏部隊もポーランドに派遣され、治安任務にあたった。第1SS髑髏連隊「オーバーバイエルン」と第3SS髑髏連隊「テューリンゲン」は第10軍の後方、第2SS髑髏連隊「ブランデンブルク」は第8軍の後方に送られ、反乱分子や知識人、ユダヤ人などを殺戮する任務にあたった。これらの連隊はポーランド軍と戦うことはなかったが、ダンツィヒにいる髑髏部隊の「ゲーツェ大隊」は国防軍の指揮の下に戦闘に参加している。髑髏師団編成のため、「ゲーツェ大隊」を含めて髑髏部隊はドイツに戻された。なお殺戮活動はアインザッツグルッペンによって続けられた。

### 武装SS髑髏師団
他の親衛隊の武装組織である親衛隊特務部隊（SS-VT、後の武装親衛隊）やライプシュタンダルテ・アドルフ・ヒトラーは、ヒムラーに取って動かしにくい存在であった。そこで彼は自分が動かしやすい武装部隊である髑髏部隊に目を付けた。髑髏部隊は武器や装備などの専門的な問題以外は、陸軍から一切の干渉を受けなかったのである。ヒムラーは髑髏部隊の武装をもっと強化して、警察部隊としてではなく前線に送る戦闘部隊にする事を決めた。
こうして1939年10月31日に、髑髏部隊を中核として第3SS装甲師団「トーテンコップ」が創設された（師団長はアイケ）。武装親衛隊の一師団として、西方電撃戦や独ソ戦に出征した。以降アイケや髑髏部隊員たちは、強制収容所の運営に関与していない。1940年末までには、戦前に髑髏部隊の隊員だった者全員が武装親衛隊になっていた。同師団は騎士鉄十字章受章者を47名輩出する勇戦をした。

### 戦時中の収容所警備部隊SS髑髏大隊
一方髑髏部隊がいなくなった後の強制収容所はどうなったかといえば、一般親衛隊の予備隊、訓練不足の者、突撃隊隊員、国防軍の高齢者、外国人ナチ協力者などで以って創設された「親衛隊髑髏大隊」(SS-Totenkopf-Sturmbann)によって警備されることとなった。先の親衛隊髑髏部隊とは基本的に別物だが、「寛容は弱さの印」といった冷酷なスローガンだけはしっかり受け継いだ。
前述したように戦前は収容所のブロック指導者と作業班指導者は髑髏部隊から充てられていたのだが、戦中にはこれらの役職は収容所職員から出され、髑髏大隊は各収容所に警備を担当する監視隊を出すだけになった。監視塔の上から収容所を監視したり、作業班に付いて行って監視歩哨をしたりするのが彼らの主な任務だった。1940年には強制収容所総監府（強制収容所職員）と髑髏大隊はそろって「水平右向き」髑髏の襟章を使用することとなった。
髑髏大隊ははじめ一般親衛隊扱いだったが、1941年4月22日より強制収容所監督官府と髑髏大隊はそろって武装親衛隊扱いとなり、軍人に支給される給与支給帳（Soldbuch）と軍歴手帳（Wehrpaß）の所持を認められた。
大戦中も次々と基幹強制収容所とその付属収容所が創設され、髑髏大隊の人員が足りなくなり、外国人ナチ協力者がどんどん動員された。特にウクライナ人とクロアチア人が多かった。戦争後期には監視兵がほとんど外国人になってしまったので、収容所内に存在した人種ヒエラルキーに基づき、監視兵よりドイツ人囚人の方が重んじられるといった事態さえも発生していた。
なおアイケは髑髏師団の師団長に就任するとともに、強制収容所監督官の役職を辞した。その後、強制収容所監督官と髑髏大隊司令官の職は1939年11月から1940年8月までリヒャルト・グリュックス、1940年8月から1942年3月16日にかけてアウグスト・ハイスマイヤー、その後再びリヒャルト・グリュックスが務めた。親衛隊本部から親衛隊作戦本部(SS-FHA)が切り離されると、強制収容所監督官府も作戦本部の指揮下に移行した。ついで1942年3月16日以降、オズヴァルト・ポールの指揮する親衛隊経済管理本部（SS-WVHA）D局の傘下に入った。リヒャルト・グリュックスは、WVHAのD局局長という立場へ移行する。以降作戦本部は髑髏警備大隊の装備や軍事上の取り締まり、軍事訓練のみを担当した。
1944年5月には40歳以上の国防軍予備役軍人1万人が武装SSに転属の上、髑髏大隊に振り分けられている。戦争末期の髑髏大隊の数はおよそ3万人ほどであった。

## 髑髏部隊の襟章やカフタイトルについて
髑髏部隊は右襟章が髑髏（トーテンコップ）なのが特徴だった（なお帽章の髑髏は髑髏部隊に限らず全親衛隊隊員の共通の徽章である）。
戦前の親衛隊髑髏部隊の襟章の髑髏は「垂直左向き」の髑髏であり、襟章が左右とも柏葉章になる親衛隊大佐以上の場合は髑髏の袖章をカフタイトルの上に付けた。収容所所員は髑髏に「k」がついた襟章か、「K」だけの襟章を使用した。ただしダッハウ強制収容所でのみ特別な襟章が使われ、襟章は「D」だった。この「K」や「D」の襟章は1934年から1937年まで使用されていた。
1939年に親衛隊髑髏部隊が師団編成された後は親衛隊髑髏大隊が編成されて強制収容所の警備を担当するようになり、1940年に襟章に大きな改変があった。親衛隊髑髏大隊と強制収容所統監部所属者は1940年から「水平右向き髑髏」を着用することになった。ただし1942年頃まで依然として「垂直左向き髑髏」の使用も見られる。ダッハウ強制収容所勤務者のみ「DACHAU」のカフタイトルを使用したが、他の収容所勤務者にはこのようなカフタイトルはない。
使用例
- 1940年以前の「垂直左向き」髑髏の襟章を着用
- 1934年から1937年まで使用されたダッハウ強制収容所の「D」の襟章を着用。
- 1940年以降の「水平右向き」髑髏の襟章を着用